# Kongelige Norske Luftforsvaret
La Kongelige Norske Luftforsvaret, spesso abbreviata in RNoAF e conosciuta internazionalmente anche con la denominazione in lingua inglese Royal Norwegian Air Force, è l'attuale aeronautica militare della Norvegia e parte integrante delle forze armate norvegesi. Gli impiegati civili della Kongelige Norske Luftforsvaret sono circa 1430; in caso di mobilitazione la RNoAF può contare circa 5500 effettivi.

## Storia

### La seconda guerra mondiale
L'ineguale schieramento di forze aeree tra la tedesca Luftwaffe e la Kongelige Norske Luftforsvaret portò alla rapida capitolazione della Norvegia, anche se sette Gloster Gladiator difesero strenuamente l'aeroporto di Fornebu contro l'attacco tedesco, rivendicando anche l'abbattimento di due caccia pesanti Messerschmitt Bf 110, due bombardieri Heinkel He 111 e due aerei da trasporto Junkers Ju 52. Dopo la dichiarazione di guerra delle forze alleate il governo norvegese rinunciò a combattere sul suolo norvegese e si rifugiò nel Regno Unito il 10 giugno 1940.
Gli unici aerei in grado di raggiungere direttamente il Regno Unito dalle poche basi aeree rimaste in mano ai norvegesi erano quattro idrovolanti Heinkel He 115; il resto delle forze aeree norvegesi avevano come unica opzione quella di riparare in Finlandia. In tutto soltanto due Fokker C.V ed un de Havilland DH.82 Tiger Moth riuscirono a varcare il confine con la Finlandia prima della completa capitolazione della Norvegia.
Le forze aeree norvegesi si riorganizzarono nel Regno Unito sotto il comando di Joint Chiefs of Staff; da quel momento il personale d'aria e di terra norvegese operò come parte della Royal Air Force britannica. Nell'autunno del 1940 venne anche costruito un centro di addestramento norvegese chiamato Piccola Norvegia nella periferia di Toronto, in Canada, per opera di Birger Fredrik Motzfeldt.
Durante la seconda guerra mondiale e fino all'8 maggio 1945, 335 persone persero la vita combattendo per la RNoAF.

### Il dopoguerra
Il caccia Supermarine Spitfire rimase in servizio nella RNoAF per tutti gli anni cinquanta.
Nel 1947 la Divisione di Controllo e Sorveglianza acquistò il suo primo sistema radar e più o meno nello stesso periodo acquistò il de Havilland DH.100 Vampire, il suo primo caccia a getto.
Nel 1949 la Norvegia fu uno dei paesi fondatori della NATO e di conseguenza ricevette aeromobili americani come parte del programma MAP (Military Aid Program). Durante la Guerra fredda la Norvegia fu uno dei due paesi europei (l'altro era la Turchia) ad avere il ruolo di sorvegliare un confine diretto con l'Unione Sovietica; infatti in quel periodo gli aerei da caccia norvegesi compivano circa 500-600 intercettazioni di velivoli sovietici all'anno.

### Il ventunesimo secolo
Nell'ottobre 2002 una forza aerea comporta da 18 F-16 Fighting Falcon norvegesi, danesi e olandesi venne stanziata nella base aerea di Manas, in Kirghizistan come supporto alle truppe di terra NATO impegnate nell'Operazione Enduring Freedom.
Nel 2004 quattro F-16 Fighting Falcon norvegesi parteciparono all'operazione Baltic Air Policing della NATO.
Dal Febbraio 2006 otto F-16 Fighting Falcon norvegesi supportano le forze di terra NATO della International Security Assistance Force, principalmente nelle provincie meridionali dell'Afghanistan.

## Progetti futuri
La Norvegia investirà molte risorse nell'aeronautica negli anni a venire. Innanzi tutto gli elicotteri europei NH90 verranno introdotti per rimpiazzare i Westland Lynx come elicotteri di Marina, ma il governo norvegese ha anche un'opzione di acquisto di altri 15 NH90 per rimpiazzare i Sea King come elicotteri da soccorso. Entro un periodo di cinque anni il governo norvegese dovrà anche decidere in merito alla flotta di aerei da trasporto ed in merito ad un nuovo caccia-bombardiere. Per quanto riguarda gli aerei da caccia i due aeromobili in competizione sembrerebbero essere il Lockheed Martin F-35 Lightning II e il JAS 39 Gripen, prodotto in Svezia dalla Saab. Il 20 novembre 2008 il primo ministro norvegese Jens Stoltenberg ha annunciato che l'F-35 è l'unico aereo da caccia che possiede tutti i requisiti richiesti dalla Norvegia, ma ha anche precisato che il programma di collaborazione con gli altri paesi nordici in merito alla sicurezza andrà avanti a prescindere dall'acquisto di questi aeromobili.

## Aeromobili in uso
Sezione aggiornata annualmente in base al World Air Force di Flightglobal del corrente anno. Tale dossier non contempla UAV, aerei da trasporto VIP ed eventuali incidenti accorsi durante l'anno della sua pubblicazione. Modifiche giornaliere o mensili che potrebbero portare a discordanze nel tipo di modelli in servizio e nel loro numero rispetto a WAF, vengono apportate in base a siti specializzati, periodici mensili e bimestrali. Tali modifiche vengono apportate onde rendere quanto più aggiornata la tabella.
| Aeromobile                            | Origine        | Tipo                              | Versione (denominazione locale) | In servizio (2024) | Note | Immagine |
| Aerei da combattimento                |                |                                   |                                 |                    | |          |
| Lockheed Martin F-35 Lightning II     | Stati Uniti    | cacciabombardiere                 | F-35A                           | 52                 | 52 aerei ordinati. 7 esemplari sono basati sulla "Luke" AFB (Arizona) per formare i primi piloti istruttori norvegesi. Consegne iniziate nel 2015 e terminate con la consegna degli ultimi due dei cinquantadue esemplari ordinati il 1 aprile 2025. |          |
| Aerei per impieghi speciali           |                |                                   |                                 |                    | |          |
| Boeing P-8 Poseidon                   | Stati Uniti    | aereo da pattugliamento marittimo | P-8A                            | 5                  | 5 P-8A Poseidon ordinati. Il primo esemplare è stato consegnato nel dicembre 2021, seguito da altri 4 nei primi mesi del 2022. Il quinto ed ultimo esemplare consegnato il 27 maggio 2022. |          |
| Aerei per rifornimento in volo        |                |                                   |                                 |                    | |          |
| Airbus A330 MRTT                      | Unione europea | aereo per rifornimento in volo    | A330 MRTT                       | 7                  | 8 aerei di proprietà della NATO, ordinati nell'ambito del programma Multinational MRTT Unit (MMU) sottoscritto da Germania, Norvegia, Repubblica Ceca, Paesi Bassi, Belgio e Lussemburgo. Gli aerei portano le insegne della KLu olandese in quanto basati presso la base operativa principale di Eindhoven (Paesi Bassi). Un ulteriore aereo è stato ordinato a settembre 2020, portando a 9 il numero degli esemplari ordinati. Il 19 novembre 2020 è stato consegnato il terzo esemplare (T-056), che oltre alle capacità di rifornimento in volo è equipaggiato con apparecchiature MEDEVAC presso la base operativa avanzata. Il 23 marzo 2023 è stato ordinato un ulteriore esemplare che porta a 10 gli esemplari complessi i ordinati. Il 24 giugno 2025, sono stati ordinati ulteriori due aerei (portando il totale a 12 esemplari ordinati) e viene ufficializzato l'ingresso di Svezia e Danimarca nella Multinational MRTT Fleet. |          |
| Aerei da trasporto                    |                |                                   |                                 |                    | |          |
| Lockheed Martin C-130J Super Hercules | Stati Uniti    | aereo da trasporto tattico        | C-130J-30                       | 4                  | 4 C-130J-30 ordinati nel novembre 2007 e consegnati tra il novembre 2008 e il maggio 2010. Uno perso in un incidente presso Kebnekaise il 15 marzo 2012 durante l'esercitazione Cold Response, e sostituito da un nuovo esemplare che è stato consegnato nel settembre 2012. |          |
| Aerei da addestramento                |                |                                   |                                 |                    | |          |
| Saab MFI-15 Supporter                 | Svezia         | aereo da addestramento            | MFI-15                          | 15                 | |          |
| Elicotteri                            |                |                                   |                                 |                    | |          |
| Bell 412                              | Stati Uniti    | elicottero utility                | B 412HP                         | 18                 | 18 Bell 412SP (aggiornati successivamente alla versione HP) ordinati nel 1986 ed entrati in servizio nel 1989. Nove dei diciotto esemplari in organico saranno aggiornati per permettergli di rimanere in servizio per ulteriori 15 anni. Utilizzati dall'esercito norvegese. Sono stati assemblati dall'azienda norvegese Helikopter Service |          |
| NHI NH90                              | Unione europea | elicottero antisommergibileSAR    | NH-90 ASWNH-90 SAR              | 13                 | 14 ordinati nel 2001(6 NFH ASW e 8 NFH SAR e Guardia Costiera, ma affidati all'aeronautica). Il 10 giugno 2022, il Ministero della Difesa norvegese ha annullato il suo contratto per gli NH90, in quanto gli elicotteri non avrebbero soddisfatto i requisiti specifici ed unici richiesti dalle Forze armate della Norvegia. |          |
| AgustaWestland AW101 SAR Queen        | Italia         | SAR                               | AW101 SAR                       | 15                 | Ne sono stati ordinati 16 a dicembre 2013, in sostituzione dei Sea King, con consegne tra il novembre 2017 ed il 2020. Utilizzati per il SAR, verranno dotati di un pacchetto di equipaggiamenti all’avanguardia comprendente il radar di sorveglianza AESA a facce fisse OSPREY, capace di garantire una copertura a 360°, un avanzato autopilota, 2 verricelli di salvataggio, faro di ricerca, dispositivi elettro-ottici, un sistema integrato avionico e di missione, sistemi per il rilevamento di telefoni cellulari e di allerta di prossimità degli ostacoli, un radar meteo, apparecchiature elettromedicali e una console di missione. |          |
| Sikorsky MH-60 Seahawk                | Stati Uniti    | ASW                               | MH-60R                          | 0                  | 6 MH-60R ordinati il 26 ottobre 2023. |          |
| Sikorsky HH-60W Jolly Green II        | Stati Uniti    | CSAR                              | HH-60W                          | 0                  | A luglio 2025 il Dipartimento di Stato USA ha autorizzato l'acquisto di 9 HH-60W per la ricerca e soccorso in combattimento. |          |

## Aeromobili ritirati
- Westland Sea King Mk. 43B - 14 esemplari (1973-2023)[59]
- Westland Sea King HAR3A - 3 esemplari (2015-2023)[59]
- Lockheed P-3B Orion - 7 esemplari (1969-1991)[60]
- Lockheed P-3C Orion Update III - 4 esemplari (1987-2023)[60][22][61][62]
- Lockheed P-3N Orion Update III - 2 esemplari (1991-2023)[60][22][61][62]
- Dassault Falcon 20ECM - 2 esemplari (1972-2022)[63][22][64][61][65]
- General Dynamics F-16AM Fighting Falcon - 60 esemplari (1980-2022)[66][67][68][69][10]
- General Dynamics F-16BM Fighting Falcon - 14 esemplari (1980-2022)[68][69][67][10]
- Dassault Falcon 20C-5 - 1 esemplare (1979-2017)[65][64]
- Lockheed C-130H Hercules - 6 esemplari (1969-2008)[70][71]
- Northrop F-5A Freedom Fighter - 78 esemplari (1965)[72]
- Northrop RF-5A Freedom Fighter - 16 esemplari (1965)[72]
- Northrop F-5B Freedom Fighter - 14 esemplari (1965)[72]
- Bell UH-1B Huey - 33 esemplari (1963-1990)[73]
- Curtiss P-36 Hawk
- de Havilland DH.82 Tiger Moth
- Høver M.F. 11
- Gloster Gladiator
- Caproni Ca.310
- Northrop N-3PB Nomad
- Fokker C.V

## Sistemi anti aerei
- NASAMS Norwegian Advanced Surface to Air Missile System (basato sul missile AIM-120 AMRAAM) - 6 Unità
- Robotsystem 70.